# 若宮正音
若宮 正音（わかみや しょうおん、1854年2月7日〈安政元年1月10日〉 - 1924年〈大正13年〉4月5日）は、日本の実業家、官吏。農商務省商工局長。逓信省電務局長。電信協会会長。無線電信講習所初代所長。族籍は東京府平民。

## 経歴
兵庫県城崎郡豊岡滋茂町（現・兵庫県豊岡市元町）の人。若宮正海の長男。成長して興国寺に入り仏典を修める。また池田草庵に就き漢籍を学ぶ。自由党総理板垣退助に従い民権自由を唱道する。
明治の初め大阪師範学校に入り、卒業すると教員になる。辞して東京に出て1881年に初めて内務省に出仕する。工部省の官吏となり逓信省が新設されるとこれに転じる。1883年に駅逓局に転じ逓信省書記官に進み兼ねて秘書官となる。
外信局次長、工務局長を経て1890年に初代の電務局長になる。1893年に電務局長から農商務省商工局長に転じる。30代で肺結核を患い、出張先で喀血して官職を退き療養生活に入る。
実業界では商業倉庫、東京精米各社長、東邦火災保険取締役、入山採炭監査役などをつとめる。

## 人物
住所は東京市赤坂区表町四丁目。

## 家族・親族
若宮家
- 父・正海（しょうかい、西楽寺の寺主）[3] - 浄念寺の二男として生まれ、豊岡の西楽寺9世の養子として入寺し、弘化元年12月から住職をつとめ1897年7月2日に没した[3]。
- 母・幸枝子[6] - 1908年1月25日、東京市赤坂区表町四丁目の自宅に没する[6]。
- 弟・正響（しょうこう）[3] - 寺を継いで僧侶になり始めは西楽寺の寺主をしていたが、早くから寺を部下の僧侶に譲り西本願寺の役僧になり布教師となる[3]。
- 弟、養子・貞夫[7]（1875年 - 1946年、逓信官僚、衆議院議員）
  - 同妻・こと（1881年 - ?、福井、大和田荘太郎の二女）[7]
- 甥、養子・利吉（1893年 - ?、兵庫、若宮正響の二男）、正三（1895年 - ?、兵庫、若宮正響の三男）、正四（1897年 - ?、兵庫、若宮正響の四男）[7]
- 妻・よね（1867年 - ?、愛知士族、勝野秀雄の長女）[7]

親戚
- 妻の父・勝野秀雄（歌人、神職）